# Schulmädchen-Report. 10. Teil: Irgendwann fängt jede an
Schulmädchen-Report. 10. Teil: Irgendwann fängt jede an ist ein deutscher Erotikfilm aus dem Jahr 1976 und der zehnte Teil der Schulmädchen-Report-Reihe. Der Film ist in episodischer Erzählweise an einen Dokumentarfilm angelehnt und wird dem Genre Report-Film zugeordnet.

## Handlung
Den äußeren Rahmen für die einzelnen Episoden bildet eine Unterrichtsstunde, in der eine Lehrerin sich mit ihren Schülern über Themen wie Recht, Moral oder Anstand unterhält. Dem Zuschauer werden schließlich fünf schlüpfrige Episoden zu diesem Themenbereich gezeigt:
1. Die Nachhilfeschülerin verführt ihren Lehrer, der sich später deshalb vor Gericht verantworten muss.
2. Ein Mädchen schläft mit einer Freundin sowie deren Bruder und anschließend mit einer Gruppe von Rockern. Der Junge, der ihren Suizid verhindert, wird ihre große Liebe.
3. Der Freund einer jungen Dame lässt sich überreden, deren junge Stiefmutter zu verführen und verliebt sich in sie. Der Vater nimmt daraufhin eine noch jüngere zur neuen Frau.
4. Ein Pärchen kommt einfach nicht zum Alleine-Sein, weshalb es einen Fall von satanischer Besessenheit vorspielt, um diesen „exorzieren“ zu können.
5. Ein verheirateter Generaldirektor ist der Sugardaddy eines sozial schwachen Mädchens; nach Ende der Affäre übernimmt sein Neffe die Rolle, der die Lebensrealität des Mädchens allerdings nicht lange erträgt.

## Produktion und Veröffentlichung
Der Film entstand bei Rapid Film unter der Regie von Walter Boos nach einem Drehbuch von Günther Heller. Der verantwortliche Produzent war Wolf C. Hartwig. Die Kamera führte Werner Kurz und die Musik komponierten Karl A. Dilz und Gert Wilden. 
Die Erstaufführung des Films fand am 2. April 1976 statt, damals erhielt der Film eine Freigabe ab 18 Jahren. 2007 wurde eine geschnittene Fassung ab 16 Jahren freigegeben.